# Центр «Воин»
Центр военно-патриотического воспитания «Воин» — милитаризированная детско-подростковая учебная организация в России, проект Юрия Трутнева и Сергея Кириенко. Проект был основан в 2023 году под руководством Сергея Авакянца, который указал на организационные недостатки ДОСААФ, оказавшиеся неспособными обеспечить начальную военную подготовку и политическую индоктринацию молодежи. Изначально филиалы «Воина» были созданы в 12 регионах России (включая все оккупированные регионы Украины).
Организация, как и проект Минобороны «Авангард», полностью принадлежит государству, однако «Воин» — более чётко структурированная система, что видно даже по сайту центра, где перечислены все филиалы и указаны их контакты. Учредителями числятся Российский союз боевых искусств и «Роспатриотцентр» (который, в свою очередь, является дочерним проектом федерального агентства «Росмолодежь»).
Авакянц был назначен на должность главы центра после того, как был уволен с поста командующего Тихоокеанским флотом.
Со слов сопредседателя правления «Воина», депутата ГД Виктора Водолацкого, три четверти инструкторов, работающих в центре и его филиалах, — «участники СВО». По оценке руководителя Центра изучения оккупации Петра Андрющенко, если в «Юнармии» обучают детей из трудных семей, для которых есть дорога только на фронт, в обыкновенные солдаты, то в «Воине» воспитывают будущую политическую и военную элиту. С его слов, на 2025 год у центра «Воин» уже построен один лагерь под Бердянском, а в Мариуполе строится ещё один.
В марте 2024 года «Воин» объявил о планах запустить экспериментальную военную подготовку для пятиклассников.